# Movia

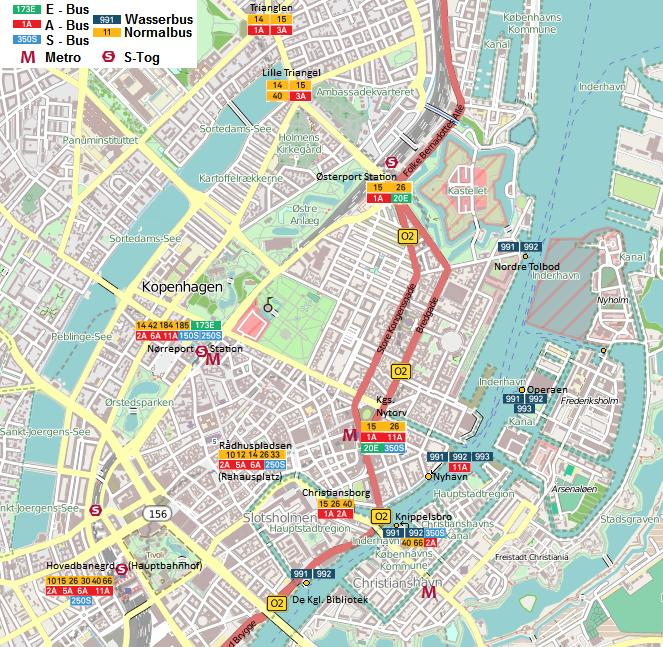
Busverkehr-Umsteigepunkte Innenstadt Kopenhagen

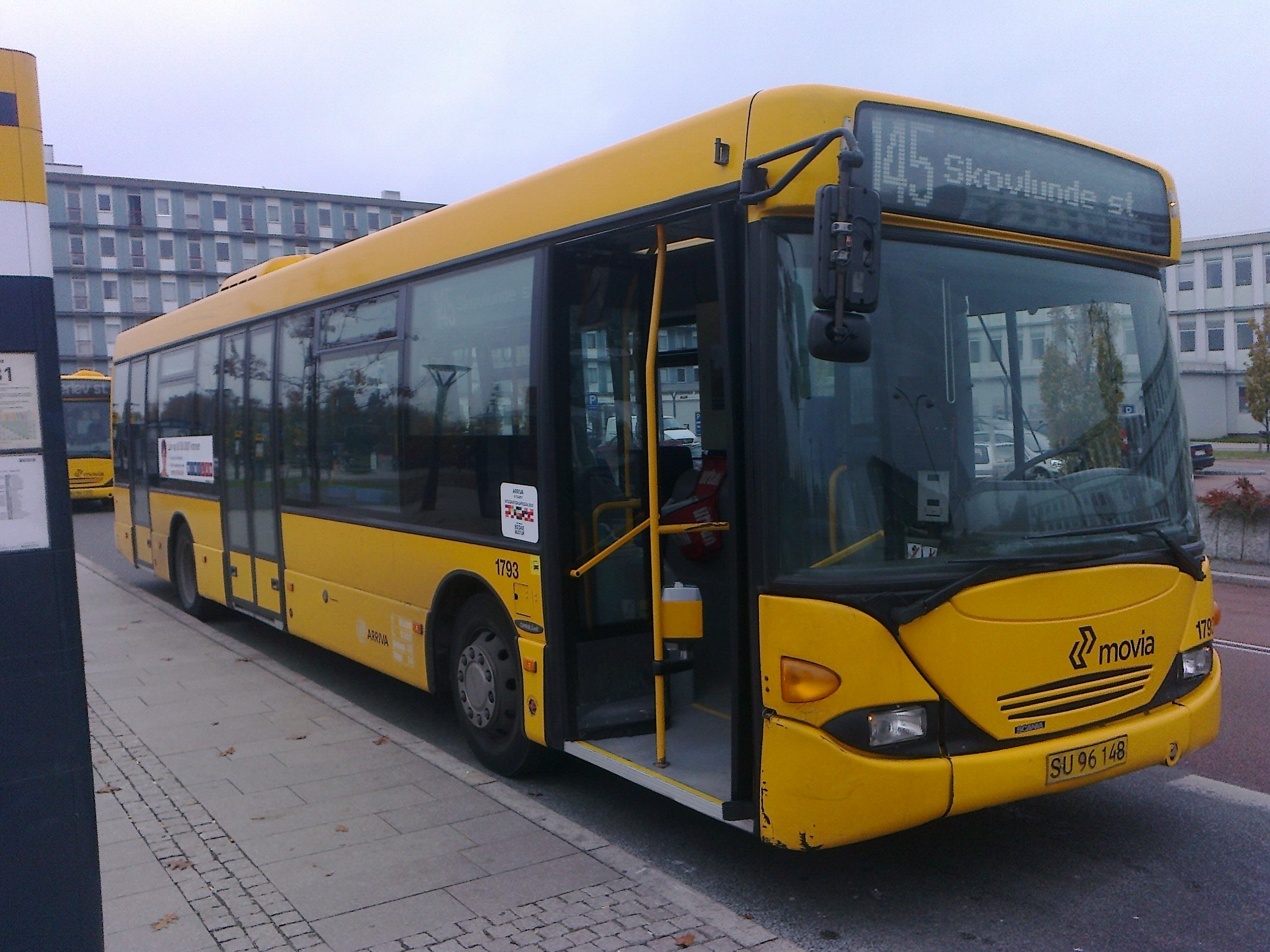
Arriva Scania OmniLink auf der Buslinie 145.

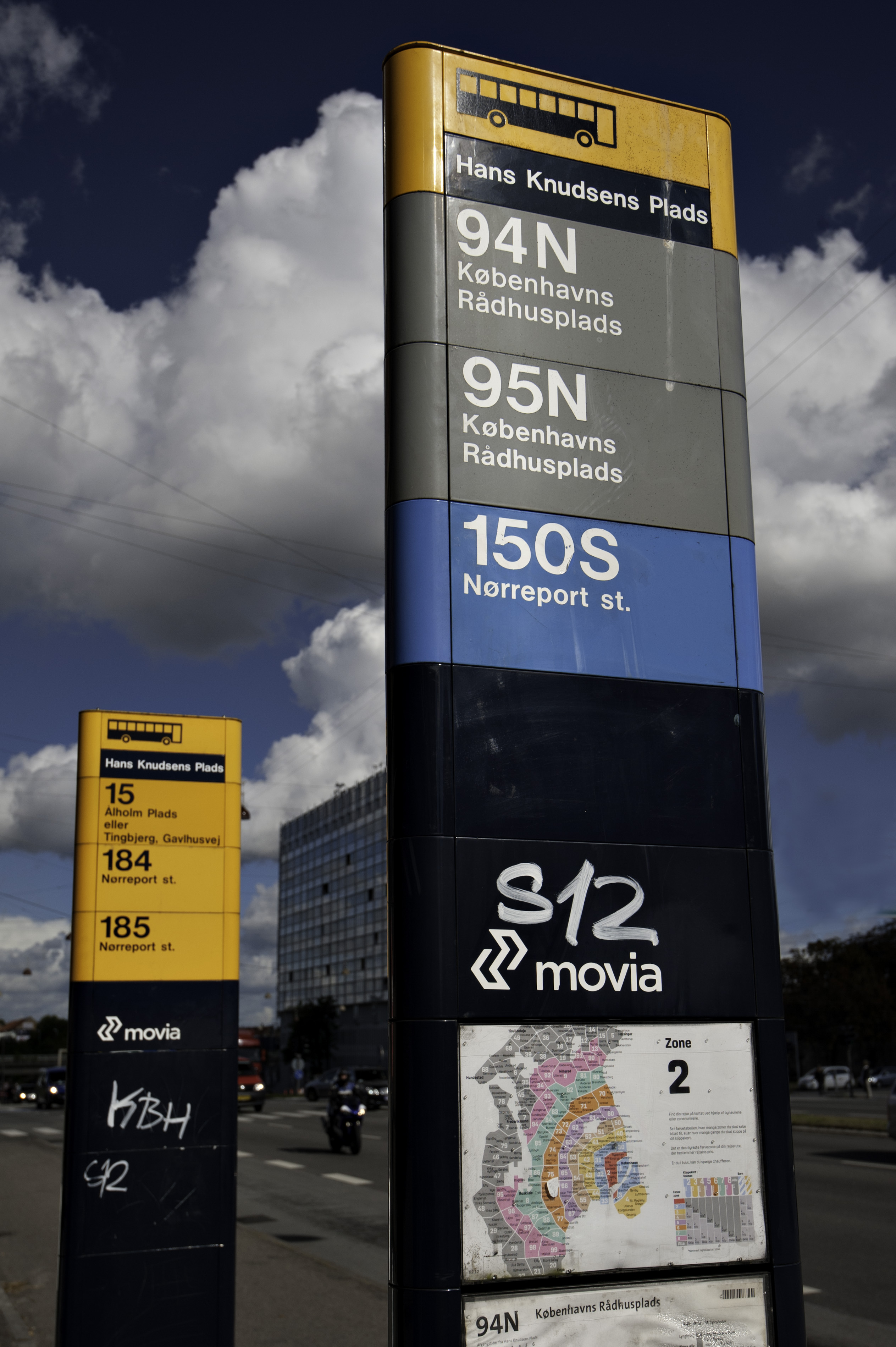
Haltestellenschild Hans Knudsens Plads.

Trafikselskabet Movia ist ein Unternehmen für öffentlichen Personennahverkehr (ÖPNV) im östlichen Dänemark. Es betreibt seit dem 1. Januar 2007 den gesamten Busverkehr in der Region Hovedstaden (ohne Bornholm), der Region Sjælland und zusätzlich neun Lokalbahnen. Movia entstand durch eine Fusion von Trafikdivisionen, Hovedstadens Udviklingsråd, Vestsjællands Trafikselskab und Storstrøms Trafikselskab.
Das Verkehrsunternehmen befindet sich im Gemeinschaftsbesitz von Region Hovedstaden, Region Sjælland und den 45 Kommunen im Tarifgebiet. Die größte beteiligte Kommune ist Kopenhagen. Movia beschäftigt etwa 300 Mitarbeiter, weitere 4.500 Busfahrer sind bei lokalen Kooperationspartnern beschäftigt.
Movia betreibt 570 Buslinien mit 1.350 Bussen. Per Bus werden 600.000 bis 700.000 Reisende wochentäglich befördert, davon allein in Hovedstadsområdet etwa 470.000.
Der Firmenname Movia setzt sich aus den lateinischen Worten movere (bewegen) und via (Weg, Reise) zusammen.

## Linien

### Reguläre Linien
Liniennummern ohne einen Buchstaben (z. B. Linie 10) sind allgemeine Linien. Sie sind überall in Stadt und Umland zu finden und fahren nach festem Fahrplan.

### A-bus
Die A-Busse (z. B. 1A oder 3A) folgen den Hauptverkehrsstrecken. Sie haben keinen festen Fahrplan, sondern verkehren nach einem nach Ort und Uhrzeit angepassten variablen Takt. Der kürzeste Takt liegt bei 3 Minuten. Die kennzeichnende Farbe der A-Busse ist rot. Der vordere Türbereich und die linke Seite des Hecks ist bei den Fahrzeugen der Movia dementsprechend farblich abgesetzt. Die Erleichterung Linien einzeln durch eine visuelle Kennzeichnung schon aus größerer Entfernung unterscheiden zu können, wurde bereits bei den Straßenbahnen Kopenhagens angewendet. Hier hatte jede Linientafel ihr individuelles Farbmuster.

### Cityline
Die Cityline-Busse sind eine Variante der A-Busse. Sie unterscheiden sich von ihnen, dass Cityline-Busse auf einen bedeutenden Teil ihrer Strecke durch Vorrangmaßnahmen beschleunigt werden, wobei ein Bus-Rapid-Transit-ähnlicher Betrieb angestrebt wird. Weitere Merkmale sind die dichte Taktung, ein Betrieb an 24 Stunden am Tag sowie an sieben Tagen in der Woche. Im Juni 2024 besteht als einzige Cityline-Linie die Linie 5C, die den Flughafen Kopenhagen über die Innenstadt mit dem Krankenhaus Herlev verbindet. Die verwendete Kennfarbe ist türkis.

### S-bus
Auf den Strecken des Schnellbusnetzes (Liniennummern z. B. 150S oder 200S), fahren S-Busse. Sie halten nicht an allen Stationen wie A-Busse. Ihre kennzeichnende Farbe ist blau.

### E-bus
Die schnellsten Linien werden mit Expressbussen (Ekspresbus) betrieben. Im Unterschied zu S-Bussen verkehren sie in der Regel nur werktags und zu Stoßzeiten. Die Liniennummern (z. B. 30E oder 40E) haben ein nachgestelltes E und sind grün gekennzeichnet. Sie hießen bis 1989 Hurtigbusse (hurtig = schnell), erkennbar an einem H nach Streckennummer.

### N-bus
Den Nachtverkehr Kopenhagens bedienen die N-Busse.

### Havnebus

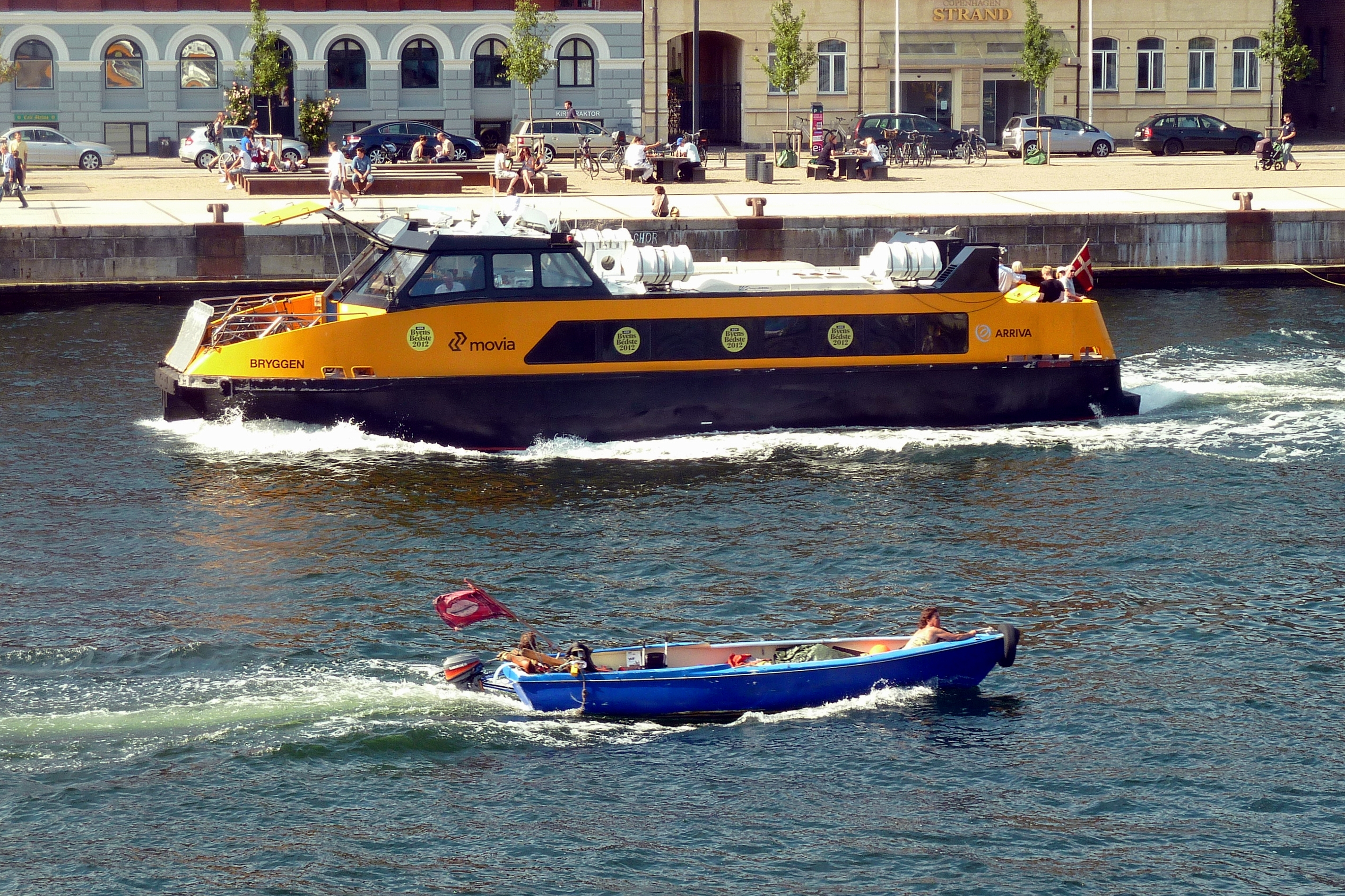
Havnebus (Personenfähre)

Auf den Binnenwasserstraßen der hauptstädtischen Hafenregion zwischen dem Øresund und der Køge Bugt verkehren Wasserbus-Linien. Derzeit werden drei Verbindungen mit Fähren des Typs Damen Ferry 2306 E3 betrieben. Die Fahrzeuge sind ebenso wie die Busse an Land mit der einheitlichen ockergelben Movia-Farbgebung versehen.

### Servicebus
Für Senioren und Menschen mit Handicaps verkehren Servicebusse. Das sind Minibusse, die auf Strecken beispielsweise mit einer Steigung eingesetzt werden, um die Mobilität Gehbehinderter zu gewährleisten. Ihre Liniennummern beginnen mit 84...

### Telebus
Telebusse ähneln Sammeltaxis und werden telefonisch bestellt. Sie sind mit 82 und einer dritten Ziffer, z. B. 820 oder 828, gekennzeichnet.

## Fahrzeuge
Bis Mitte der 1990er Jahre stammten die meisten Busse von in Dänemark herstellenden Unternehmen. Bekannte einheimische Firmen waren Aabenraa Karrosseri A/S und Dansk Automobil Byggeri A/S (DAB) in Aabenraa und Silkeborg. Hier wurden auch Gelenkbusse unter dem Namen Leyland-DAB gefertigt, die aus einer Zusammenarbeit mit der britischen Leyland Motors Limited entstanden.
Gegenwärtige Hersteller der Busse sind überwiegend Volvo und Scania, an die Ende der 1990er Jahre auch Teile der dänischen Produktionsstätten veräußert wurden. Die Wasserbusse stammen von verschiedenen Werften. Aktuell sind das die Westers Mekaniska AB in Uddevalla und die Lübecker BalTec Werft GmbH.

## Lokalbahnen
Movia ist Hauptaktionär der Eisenbahnbetreibergesellschaft Lokaltog A/S, die neun Nahverkehrsstrecken betreibt:

### Region H
- Hillerød–Frederiksværk–Hundested Jernbane (Frederiksværkbanen – Hillerød–Frederiksværk–Hundested)
- Nærumbanen (Jægersborg–Nærum)
- Lille Nord (Hillerød–Helsingør)
- Gribskovbanen (Hillerød–Kagerup–Tisvildeleje/–Gilleleje)
- Hornbækbanen (Helsingør–Hornbæk–Gilleleje)

### Region S
- Østbanen: Køge–Hårlev–Faxe Ladeplads/–Rødvig
- Tølløsebanen: Slagelse–Høng–Tølløse
- Odsherredsbanen: Holbæk – Nykøbing Sjælland
- Lollandsbanen: Bahnstrecke Nykøbing F–Nakskov

## Geschichte des Kopenhagener ÖPNV

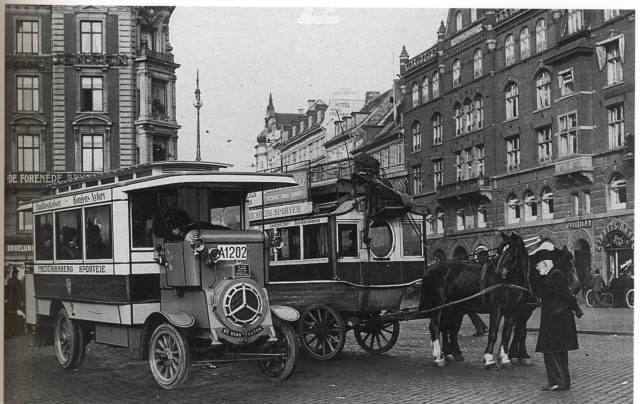
Der letzte Pferde- und der erste Motor-Omnibus in Kopenhagen am Rådhuspladsen, 1913.
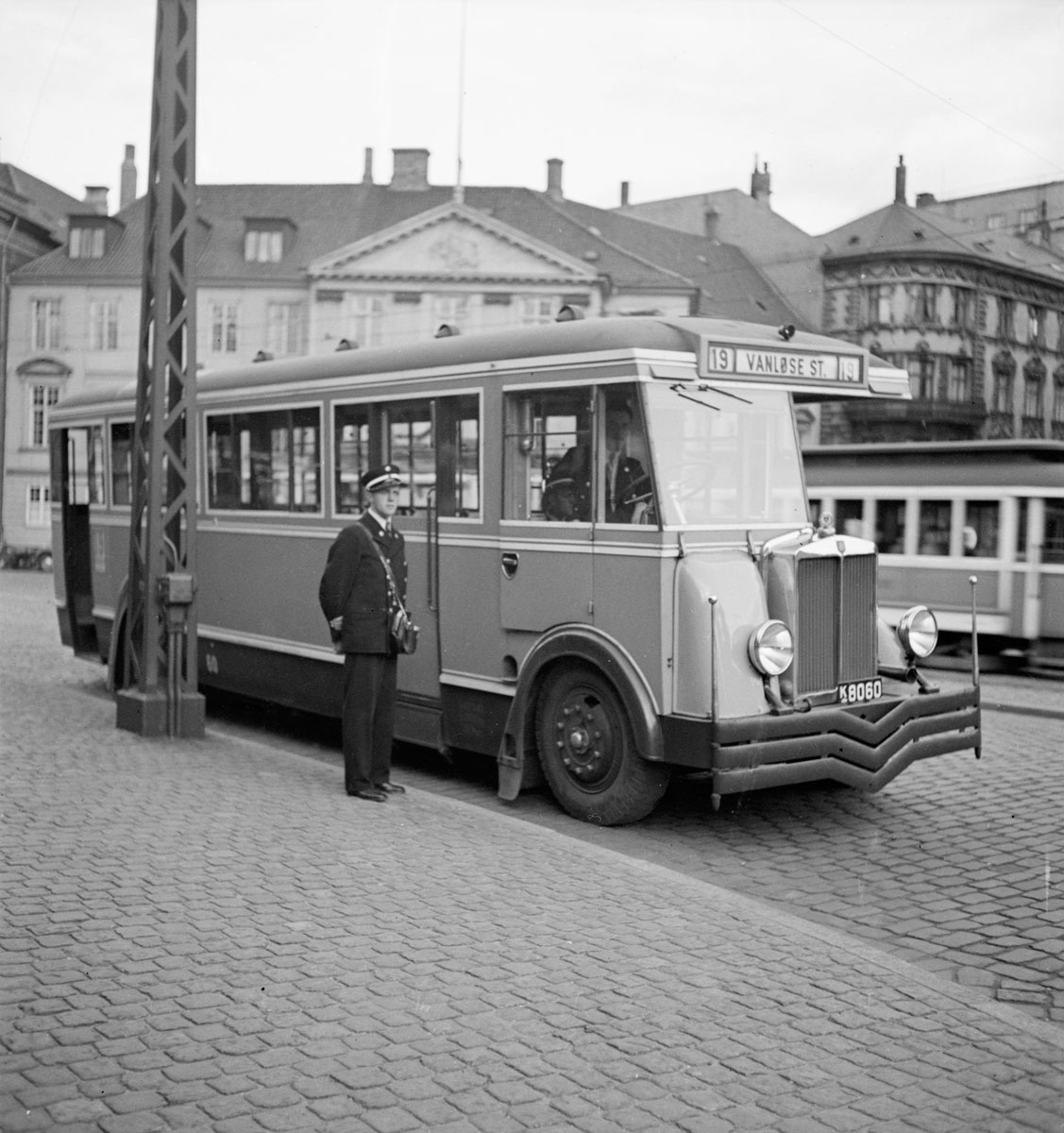
Bus mit Schaffner Kopenhagener KS-Linie 19, 1937.
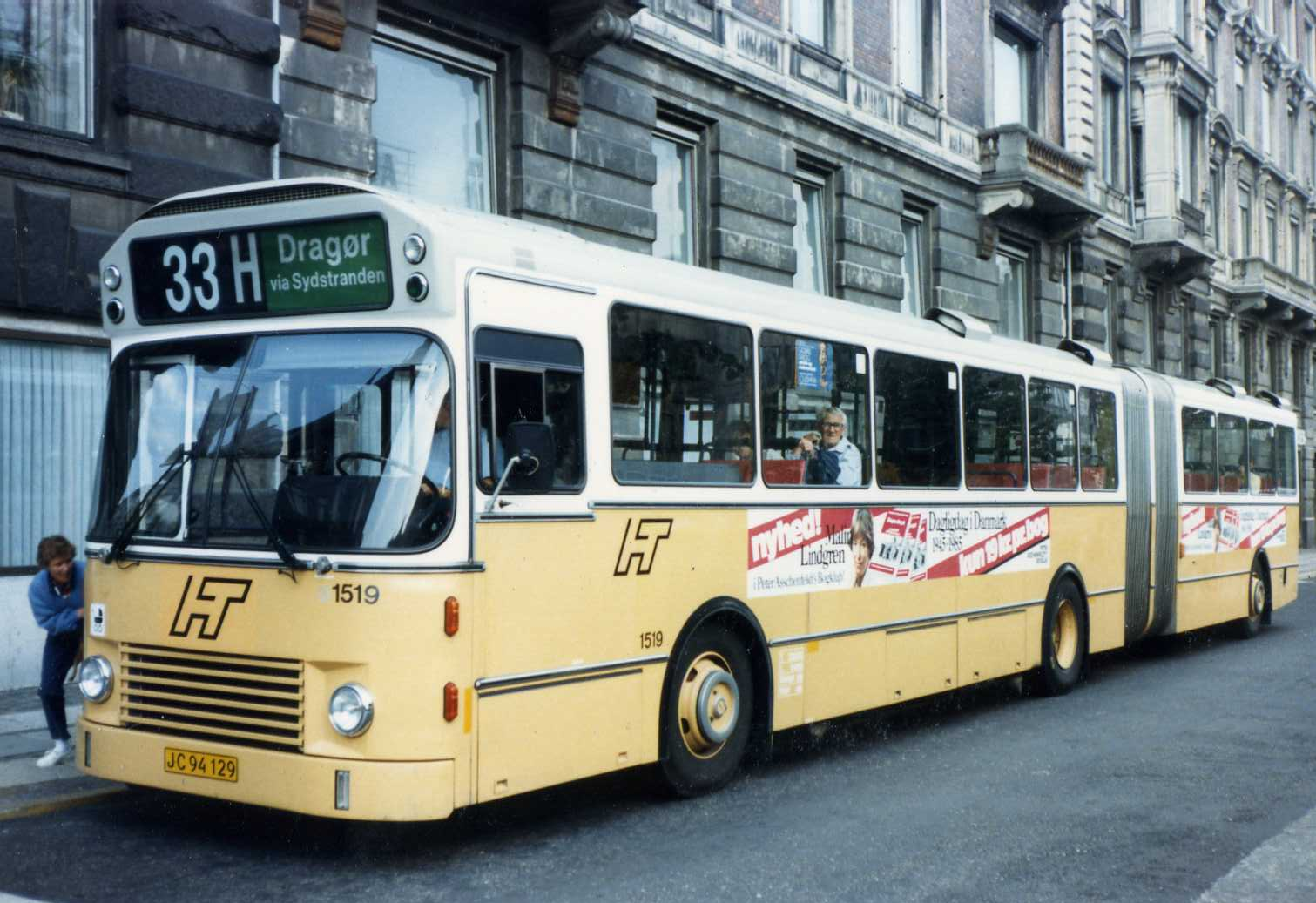
Bus der Kopenhagener Linie 33H(urtig) mit HT-Logo (Hovedstadsområdets Trafikselskab).

### Pferdeomnibus
Um 1840 gab es bereits mehrere mit Pferdekraft gezogene Omnibuslinien. Eine führte von Amagertorv in der Innenstadt über Vesterbrogade zum Frederiksberg Runddel. Doch 1863 eröffnete die erste Straßenbahn, die Frederiksberg mit Kopenhagen verband und leitete damit eine bis in die 1970er Jahre andauernde Entwicklung ein, die im hauptstädtischen Nahverkehr Omnibusverbindungen lediglich eine ergänzende Rolle zuwies. Auch die Indienststellung des ersten Omnibus mit Motor 1913, änderte nichts daran. Die Beförderung mittels Pferdeomnibussen wurde am 27. Juli 1917 eingestellt. Ihre Traktion erfolgte dann ausschließlich motorbetrieben.

### Københavns Sporveje
Ob es einen Konkurrenzkampf gab bzw. inwieweit dieser zu einer massiven Verdrängung führte, ist nicht belegbar. Auffällig ist jedoch, dass sich viele private Verkehrsunternehmen in Kopenhagen und in seinen damaligen Vororten im Geschäftsfeld der Personenbeförderung versuchten, aber ihre Existenz im Durchschnitt nie länger als 10 Jahre überdauerte.
Ab 1911 betrieb im Stadtgebiet nur noch ein einziges Unternehmen, die kommunale Straßenbahngesellschaft Københavns Sporveje (KS) fast den gesamten öffentlichen Nahverkehr der Hauptstadtregion. Mit 14 Tramlinien zuzüglich einiger eigener Busverbindungen wurde in diesem Jahr die Personenbeförderung hauptsächlich von der Straßenbahn geleistet. Erst mit der schrittweisen Stilllegung der Tram von 1965 bis 1972 stieg der Anteil des Busverkehrs am Verkehrsaufkommen erheblich. Københavns Sporveje ersetzte bis 1972, dem letzten Straßenbahn-Jahr viele Tramlinien mit Busverbindungen, oft ohne ein Abändern der Streckennummer, sodass die Streckenführung der Linien der 2, 3, 5, 11 und 18 bis in die Gegenwart größtenteils noch immer denen der ehemaligen Straßenbahn entspricht.
1974 übernahm die KS-Busse und ihre Verbindungen ein aus dem Zusammenschluss einiger kommunaler Betriebe der Hauptstadtregion gegründetes neues Verkehrsunternehmen, die Hovedstadsområdets Trafikselskab (HT). Durch eine noch größere Fusion mehrerer Verkehrsbetriebe der gesamten Metropolregion und angrenzender Regionen auf Seeland entstand 2007 die jetzige Betreibergesellschaft Trafikselskabet Movia.